# Nei til EU
Nei til EU är en norsk euroskeptisk organisation som upprättades under namnet Nei til EF 1990.

## Historia
Organisationens föregångare, Opplysningsutvalget om Norge og EF, grundades 1988 av oberoende privatpersoner som samarbetade med grupper på kommun- och fylkesbasis. När Norge 1989 började förhandla om EES tog motståndet mot Europeiska gemenskapen form, och 1990 omorganiserades Opplysningsutvalget till Nei til EF samtidigt som det gjordes till medlemsorganisation. Man bytte namn till Nei til EU 1994.
Organisationens huvudsyfte ligger i namnet, och Nei til EU har samarbetat nära med politiska partier och andra organisationer som arbetat mot medlemskap. Under 1992 fick organisationen lokalföreningar i nästan samtliga kommuner i Norge. Efter segern för nej-sidan i folkomröstningen 1994 fortsatte Nei til EU sitt arbete.

## Ledare
- Kristen Nygaard, 1990–1995
- Stein Ørnhøi, 1995–1997
- Lisbeth Holand, 1997–1999
- Sigbjørn Gjelsvik, 1999–2004
- Heming Olaussen, 2004–2014
- Kathrine Kleveland, 2014–2020
- Roy Pedersen, 2020–

Generalsekreterare sedan 2021 är Kjell Arnestad .